# 虹管

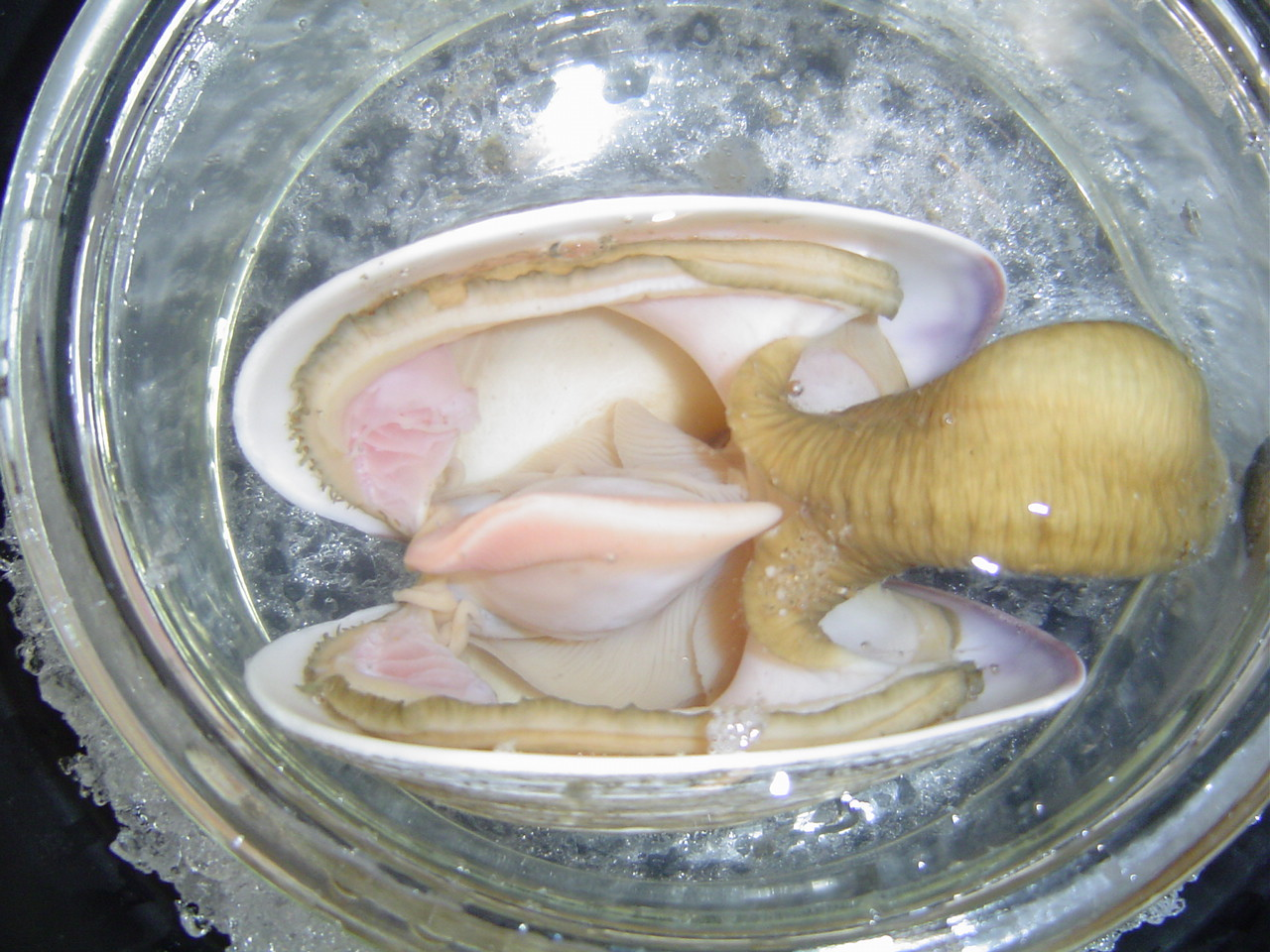
一个帘蛤venerid（Veneridae）双壳类标本。内收肌的肌肉被切断时，蛤壳张开。内部解剖裡包括一对虹管〈右边〉

虹管（Siphon），亦有文獻作虹吸管或直接叫作水管，是一種生物構造，屬於水生軟體動物的一部分。下列三類水生軟體動物：腹足綱、雙殼綱和頭足綱皆具有虹管。換言之，部分海生或淡水螺類、蛤蜊以及章魚、魷魚等近似物種皆具有虹管。
虹管屬於管狀結構，通常供液體流動（少數情形下供氣體流動）。對軟體動物而言，虹管中流動的液體可用於移動、進食、呼吸以及繁衍後代等多種用途。虹管同時也是軟體動物的覆蓋層，虹管所造成的液體流動則將液體導入（或排出）覆蓋層上的孔洞。部分腹足綱生物具有單一虹管。雙殼綱生物則具有成對的虹管。頭足綱生物所具備之單一虹管或漏斗狀構造則被稱為漏斗管。
有些物種會在其外殼留下一條通道讓動物把其虹管伸出體外，稱之為水管溝。